# Ján Dobrík
Ján Dobrík (* 9. ledna 1985, Banská Bystrica, ČSSR) je slovenský herec s angažmá v Žilinském divadle. Studoval na Vysoké škole múzických umění v Bratislavě. Jako herec účinkuje v několika slovenských seriálech.

## Filmografie

### Seriály
- 2015 - " Divoke kone"
- 2011 - Druhý Dych
- 2011 - Nevinní[2]
- 2009 - Prvé oddelenie[2]
- 2008 - Panelák